# Personnel navigant technique
 (avril 2020).
Si vous disposez d'ouvrages ou d'articles de référence ou si vous connaissez des sites web de qualité traitant du thème abordé ici, merci de compléter l'article en donnant les références utiles à sa vérifiabilité et en les liant à la section « Notes et références ».
Pour les articles homonymes, voir PNT.
En aviation, le personnel navigant technique (PNT) correspond aux membres de l'équipage d'un aéronef chargés du pilotage et de la maîtrise technique de l'engin, de la navigation et des télécommunications. Il s'agit typiquement de deux pilotes (commandant de bord et copilote) et, sur des aéronefs plus anciens, d'un mécanicien navigant voire d'un navigateur ou d'un opérateur radio.

## Rôle
Font partie du personnel navigant technique les membres de l'équipage d'un engin aérien qui interviennent dans la préparation technique et le suivi du vol et qui participent à ce vol. Ils peuvent par exemple être chargés du choix des routes, de la programmation des systèmes, du contrôle du bon fonctionnement des appareillages, ou encore de la gestion du fret (par exemple dans les compagnies postales ou encore dans les avions de transport militaires). Les missions couvertes peuvent donc être particulièrement variées, tant qu'elles s'inscrivent dans un rapport au bon fonctionnement de l'aéronef durant son vol.
Un mécanicien navigant ou un ingénieur navigant (troisième membre d'équipage sur les avions de transport tels que l'Antonov An-225, les anciens Boeing 747-200 ou encore le Concorde) par exemple, agit sur des aspects mécaniques durant le vol, tels que le centrage du carburant ou encore le réglage des réacteurs.

## Membres d'équipage de cabine
Sur les avions transportant des passagers, les stewards et hôtesses de l'air chargés de veiller à leur confort et à leur sécurité constituent le personnel navigant commercial.
Un technicien ou un ingénieur chargé des systèmes d'information sur certains avions de surveillance, tels que les Breguet Atlantic ou encore les Awacs, qui n'ont pas de rapport avec le vol proprement dit, ne font pas partie du personnel navigant technique.